# 松山高知急行線
松山高知急行線（まつやまこうちきゅうこうせん）は、ジェイアール四国バスが運行する自動車路線である。担当は松山支店。
本項では、かつて存在していた当路線の急行バスであるなんごく号と、そのなんごく号の実質的な後継路線であるなんごくエクスプレス及び現存している久万高原線についても説明する。

## 概要

### なんごく号
1934年に四国で最初の省営自動車線として予土線が開業。「予土線」とは、旧国鉄予讃本線（現在のJR四国予讃線）と土讃線（同じく土讃線）を結ぶ路線であることを意味しており、鉄道線の予土線とは異なる。鉄道敷設法（大正11年法律第37号）別表に「愛媛県松山附近ヨリ高知県越知ヲ経テ佐川ニ至ル鉄道」と記載されており、本路線は「鉄道線の先行・短絡」という使命の下に開設された。この路線は松山の有志たちが「鉄道が無理なら自動車線を」という想いで鉄道省に陳情し実現した路線である。
国道33号経由で松山と高知を結ぶ幹線で、1960年以降の都市間連絡輸送は好調となり、特に四国旅客鉄道（JR四国）発足当時は鉄道も含めたJR四国全体で唯一の黒字路線であった。しかし、「なんごく号」は新車投入及び増便を積極的に行う一方、本線（松山～高知）以外の枝線の廃止が進み、平成に入ってからは、本線のローカル便にも合理化が及び、松山～落出以外の普通便はすべて廃止された。
高速道路の整備が進み、松山・高知間を松山自動車道・高知自動車道経由で結ぶ高速バス路線が伊予鉄道・土佐電気鉄道・高知県交通主導で計画される（2001年12月に「ホエールエクスプレス」として実現）と、「なんごく号」は運行距離は短くとも所要時間で劣勢を強いられることとなるため、JR四国も同高速道を経由する高速バス「なんごくエクスプレス」の運行を開始することとし、「なんごく号」は2001年に3往復へ大幅減便の上2002年に全廃された。地元自治体（高吾北広域町村事務組合及び愛媛県柳谷村（2004年より久万高原町））は「なんごく号」も含めた路線維持を求めていたが、最終的には廃止を覆すことはできなかった。「なんごく号」の廃止日は折しも悪天候で、松山発の最終便が途中の久万高原、高知発の最終便は越知までの運行で打ち切りとなった。

### 久万高原線
2002年「なんごく号」全廃後、愛媛県内の松山駅～落出駅（愛媛県上浮穴郡久万高原町）間に短縮され、普通便のみの運行となった。廃止区間のうち、落出駅～佐川駅間は黒岩観光による代替、残る佐川駅～高知市内間は鉄道（土讃線）でつなぐ形となった。
2017年にはジェイアール四国バスの運転区間が松山駅～久万高原駅間に短縮、廃止区間（久万高原～落出）は久万高原町営バスの久万落出線に代替された。2017年4月1日現在、久万高原線は平日8往復（土休日6往復）を運行（2017年7月31日に毎日1往復減便となる）。なお、2017年3月31日で黒岩観光が落出～上仁淀間を休止したため、落出から久万高原町営バス岩川線の旭バス停または岩川バス停で仁淀川町町民バス（芋生野線）を乗り継いで森または森口橋から佐川駅までは黒岩観光が代替する。ちなみに、黒岩観光の路線で森または森口橋から土佐大崎で乗り換えて狩山口から高知駅方面へ県交北部交通を乗り継いでいくことができる。

## 沿革

### 国鉄バス時代
- 1934年（昭和9年）3月24日 - 「省営自動車予土線」として松山・久万（愛媛県上浮穴郡久万町（当時））間開業[4][5]。松山自動車所開設。松山・久万間を1日7往復1時間30分で結ぶ[6]。
- 1935年（昭和10年）
  - 4月15日 - 森松本町において発送車扱貨物取扱開始。
  - 7月21日 - 久万・佐川（高知県高岡郡佐川町）間延伸[7][8]。松山自動車所佐川支所開設。
- 1937年（昭和12年）6月1日 - 停車場新設及び富士見町・西佐川間の支線開業。
- 1947年（昭和22年）9月1日 - 国営自動車路線名称の改正により、松山・落出間を予土北線、落出・佐川間及富士見町・西佐川間が予土南線となる。松山自動車区佐川支区が佐川自動車区に昇格。これにより落出での乗換えが必要となった。
- 1950年（昭和25年）
  - 7月15日 - 松山・佐川間急行便設定。
  - 10月16日 - 予土南線富士見町・古畑間及び土佐大崎・池川間の支線開業。
- 1951年（昭和26年）
  - 1月24日 - 土佐電気鉄道と高知乗入に関し運輸協定締結。
  - 2月6日 - 予土北線落出・古味間の支線開業。
  - 4月10日 - 予土南線佐川・高知間延伸。松山～高知間急行便の運転を開始。下りを「くろしお」、上りを「いでゆ」と命名。
  - 11月1日 - 停車場改称及び新設。
- 1952年（昭和27年）1月27日 - 予土南線上仁淀・長者間の支線開業。
- 1955年（昭和30年）
  - 6月1日 - 予土南線支線の池川・安居間開業。
  - 10月20日 - 予土北線大街道・道後間及び御三戸・面河間の支線開業。
- 1956年（昭和31年）7月27日 - 松山・高知間夜間急行便の運転開始。
- 1958年（昭和33年）7月15日 - 予土南本線富士見町―上川内ヶ谷―越知間の支線及び池川線用居・檜谷間延伸。
- 1960年（昭和35年）12月14日 - 鉄道線との貨物の通し運送廃止。
- 1961年（昭和36年）8月8日 - 座席指定制（4型（現在の1型）いすゞBL171型定員12名）の特急便2往復が設定。（日本初のワンマン運転によるマイクロ路線バスとしてスタート）当時の松山-高知間の所要時間は4時間30分であった。
- 1962年（昭和37年）8月3日 - 特急便の定員を14名に変更。
- 1963年（昭和38年）
  - 2月15日 - 予土南線停車場改称及び改キロ実施。西佐川駅前、高知の業務取扱範囲を旅客のみに変更。
  - 7月9日 - 予土南線富士見町―土佐中山―越知間廃止。
- 1965年（昭和40年）
  - 6月10日 - 国鉄四国支社は松山・高知間に、予讃本線・多度津・土讃本線経由の気動車急行「予土」を運転。
  - 7月15日 - 特急便の車両を大型化。
  - 10月11日 - 停車場廃止及び新設。池川線、三叉・池川間の支線開業
- 1966年（昭和41年）1月1日 - 予土北本線停車場新設
- 1967年（昭和42年）8月1日 - 予土北線、予土南線と統合し路線名を松山高知急行本線に改称。
- 1968年（昭和43年）10月1日 - 列車の急行「予土」廃止。松山と高知を直通する列車は消滅。
- 1969年（昭和44年）
  - 2月1日 - 急行便及び特急便の愛称を公募により「なんごく」に改称。
  - 5月5日 - なんごく23号を除き座席予約システムを自動化。
- 1970年（昭和45年）8月20日 - 横倉口・上川内ヶ谷間開業。
- 1971年（昭和46年）
  - 4月16日 - 面河線面河・石鎚土小屋間延伸。
  - 12月18日 - 横倉口・上川内ヶ谷間廃止。
- 1974年（昭和49年）10月1日 - 急行便に必要な料金を、急行料金から座席指定料金（バス指定券）に変更。
- 1985年（昭和60年）3月14日 - 松山、久万、落出での荷物扱いを廃止。
- 1986年（昭和61年）
  - 3月3日 -途中久万、引地橋のみ停車の特急便2往復（松山-高知間の所要時間は3時間12分）を増便。15往復になる。
  - 11月1日 -途中久万、引地橋のみ停車の特急便を3往復に増便。一部通過の特急便も2往復出来、急行便が10往復になる。松山-高知間の所要時間は最速3時間9分。
- 1987年（昭和62年）3月28日 - 久万・二瀬橋間の支線を廃止。

### 四国旅客鉄道時代
- 1988年（昭和63年）4月10日 - 途中1か所（上りは久万、下りは引地橋）のみ停車の特急便を2往復に。一部通過の特急便を5往復にし、急行便が8往復になる。松山-高知間の所要時間は最速3時間4分。
- 1994年（平成6年）4月22日 - 久万駅を久万高原駅に改称。
- 1996年（平成8年）- 一部通過の特急便を7往復にし、急行便が6往復になる。松山-高知間の所要時間は最速3時間12分。
- 1998年（平成10年）
  - 3月14日 - 一部通過の特急便を、全便急行便にし、13往復になる[9]。
  - 11月30日 - 佐川～土佐大崎間の普通便廃止。
- 2001年（平成13年）12月21日 - 伊予鉄道などによる高速バス「ホエールエクスプレス」運行に対抗して、「なんごく号」の高速道路への乗せ換えによる「なんごくエクスプレス」が6往復/日で運行開始。「なんごく号」は13往復/日から3往復/日へ減便、バス指定券は廃止。
- 2002年（平成14年）9月1日 - 「なんごく号」全廃[3]とともに落出～高知間の路線を廃止。落出～佐川間は同年7月1日から黒岩観光が代替運行。これによって佐川～岩目地間が路線バス空白区間[10]となった。「なんごくエクスプレス」、高知市内で一部路線を変更。

### ジェイアール四国バスへの路線移管後
- 2004年（平成16年）4月1日 - 四国旅客鉄道本体から、子会社のジェイアール四国バスへ路線移管。営業所の名称も松山自動車営業所から松山支店に変更。
- 2006年（平成18年）3月24日 - 「なんごくエクスプレス」、高知インター南バスターミナル停車開始に伴うイオン高知SC停留所廃止、同時に座席定員制から座席指定制へ変更。
- 2008年（平成20年）4月5日 - 日・祝日ダイヤが土休日ダイヤに変更となる。
- 2010年（平成22年）4月1日 - 伊予宮内・砥部中学校前間に「砥部町中央公民館前」停留所を新設。
- 時期不明 - 現存する一般路線バスの路線名が久万高原線に名称を変更。
- 2015年（平成27年）9月1日 - 久万高原線の松山駅・砥部間の運賃を値下げ。
- 2017年（平成29年）
  - 1月1日 - 久万高原線の大平・横通間を三坂道路経由に変更。大久保坂・縮川口・三坂峠・六部堂の各停留所を廃止[11]。
  - 4月1日 - 久万高原 - 落出間廃止。[12][13]廃止区間は同日から先述の通り久万高原町営バスが代替運行。
- 2019年（平成31年）
  - 4月1日 - ダイヤ改正で久万高原・上浮穴高校間を延伸（下り1本のみ）。
  - 11月10日 - 久万高原線バス車内でのPayPay決済利用開始[14]。

### 2020年代
- 2021年（令和3年）
  - 3月1日 - なんごくエクスプレスの高知インター南バスターミナル停留所を廃止し、高知中央インター停留所新設[15]。
  - 9月1日 - この日の17:00から久万高原線にWEBサイトから購入できる乗り放題きっぷ「1日フリーパス」を導入した[16]。
  - 12月1日 - 久万高原線において、新たにWEBサイトから直接購入できる「松山～砥部1日フリーパス」の発売を開始した[17]。
- 2022年（令和4年）
  - 7月1日 - なんごくエクスプレスにおいて、新たにWebサイトから直接購入できる「なんごくエクスプレス号Web回数券」を発売開始した[18]。

## 路線一覧
久万高原・落出・土佐大崎・越知の各駅は自動車駅。

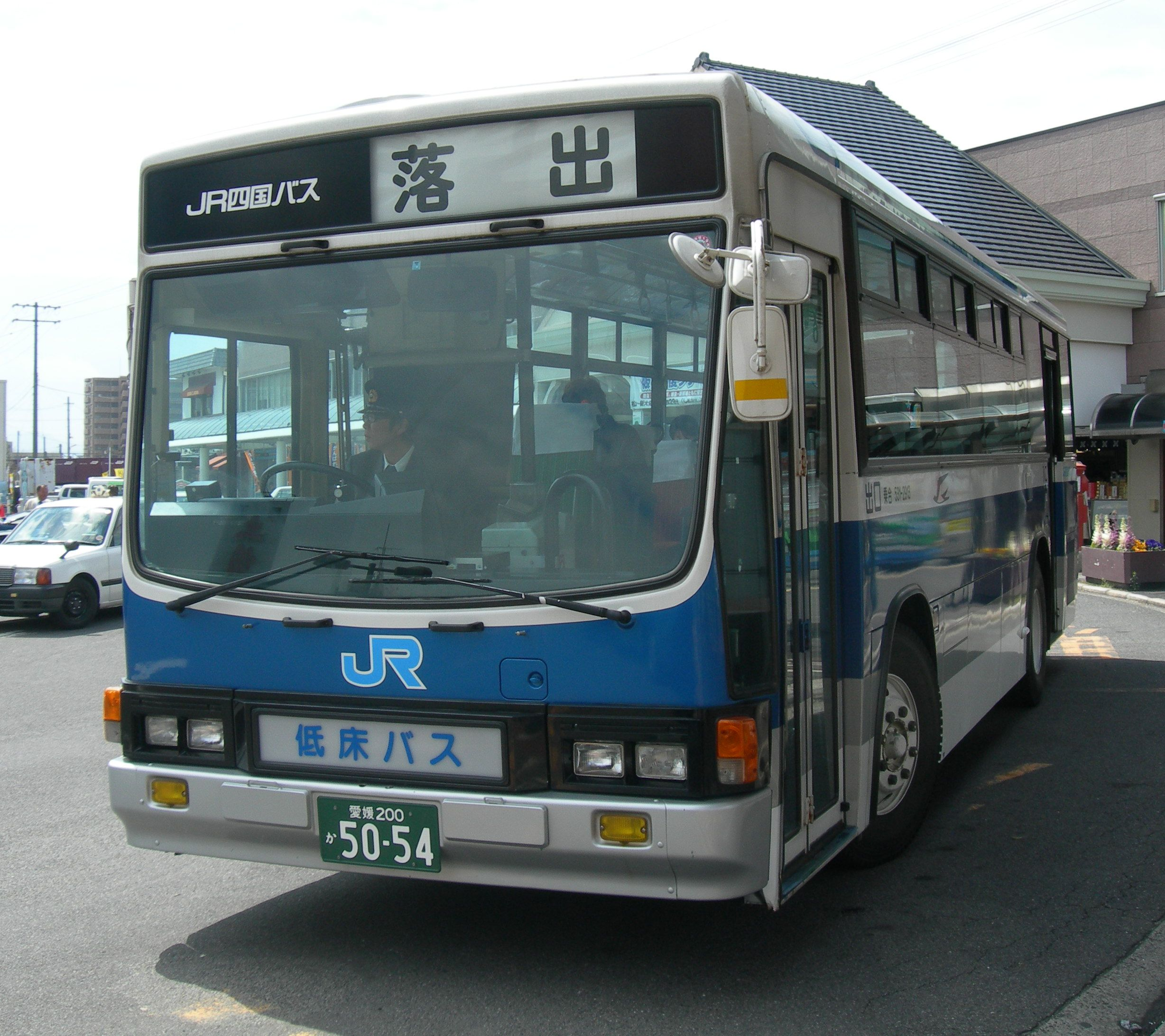
松山駅にて
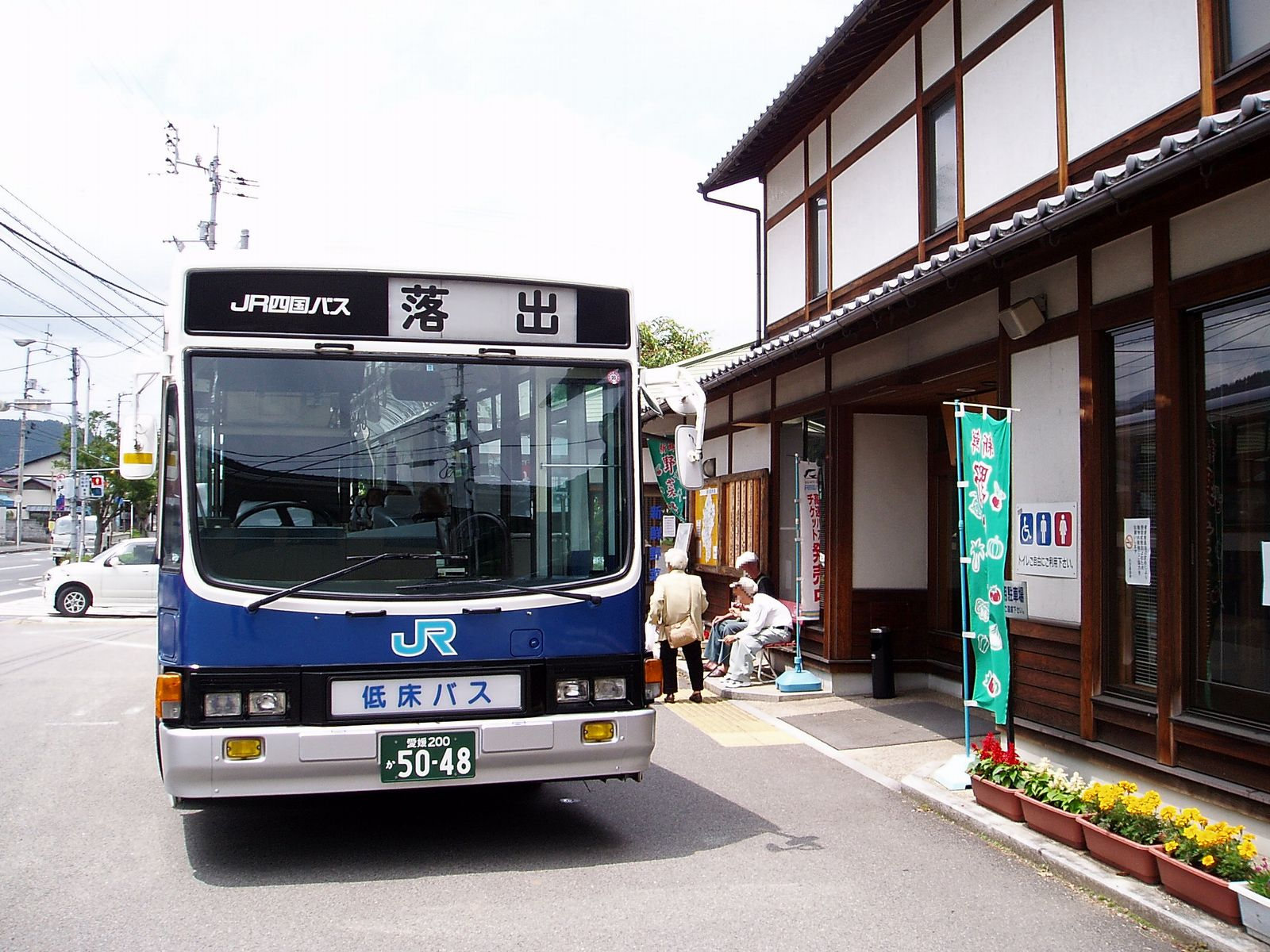
久万高原駅にて
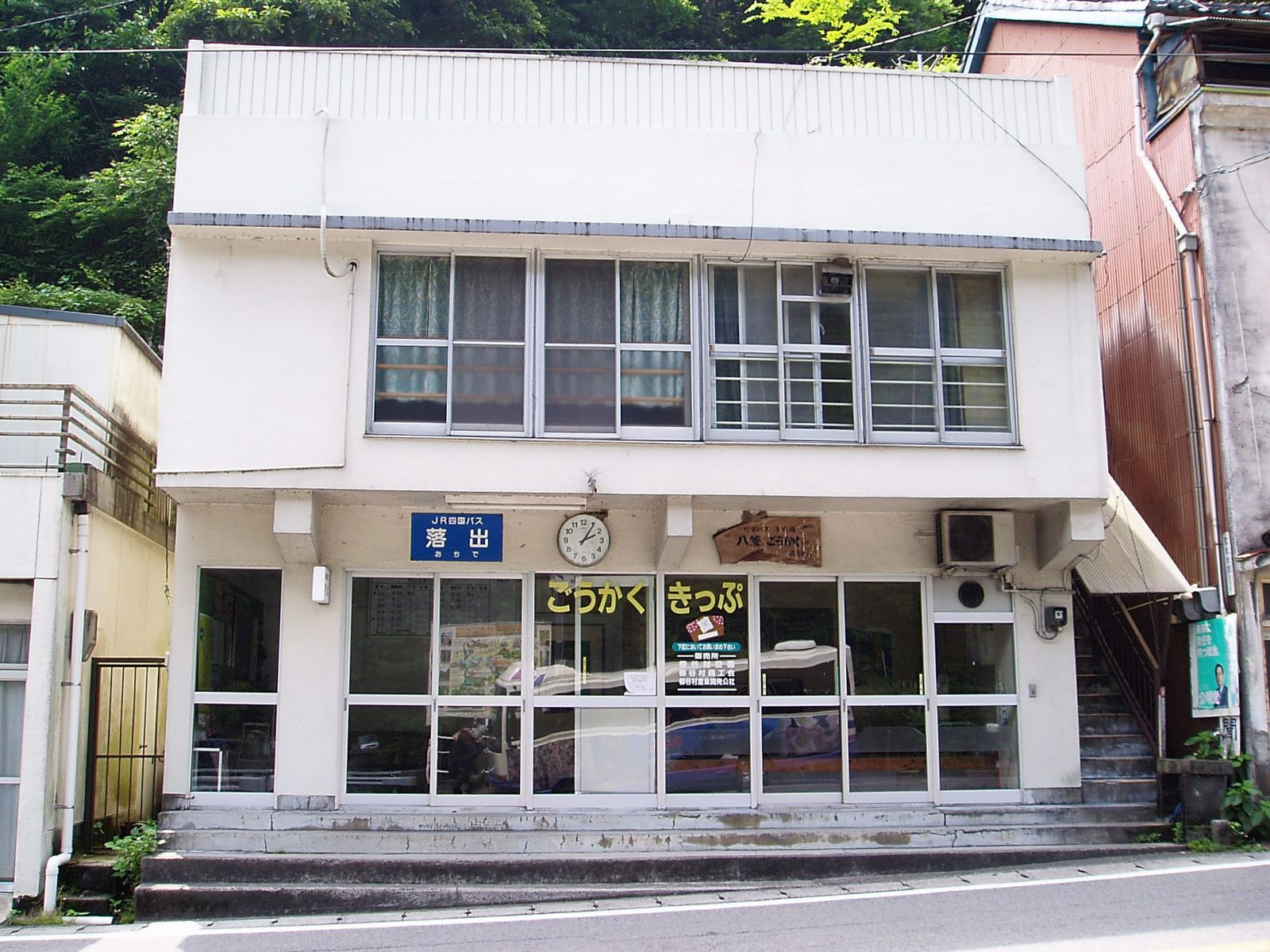
落出駅（2017年4月1日にJRバスとしては廃止）
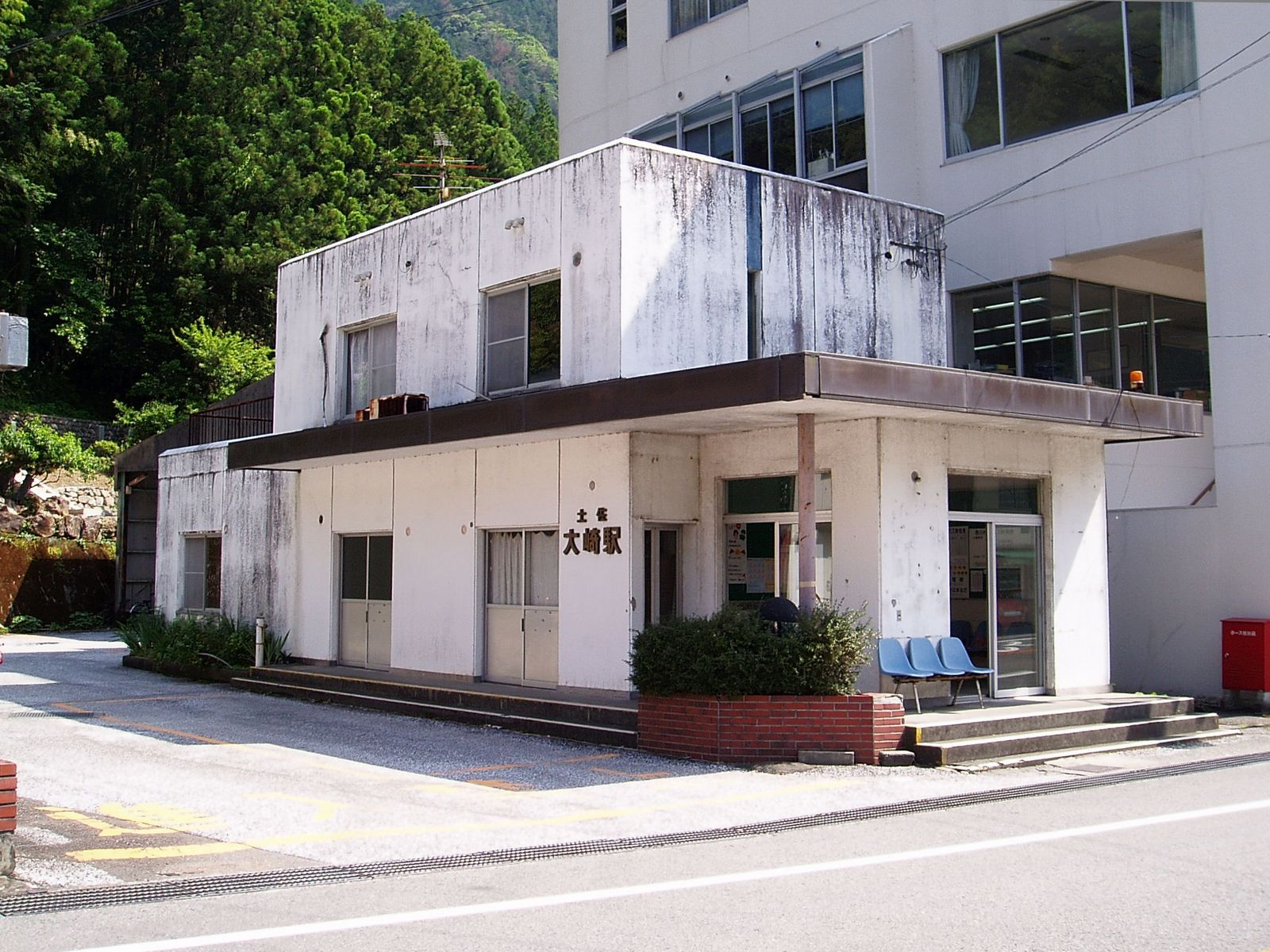
土佐大崎駅（2002年9月1日にJRバスとしては廃止）

### なんごく号
- 松山 - （大街道）‐（道後温泉） - （一番町二丁目）- 砥部 - 久万高原 - 伊予落合 - 御三戸 - 落出 - 伊予旭 - 秋葉口 - 高瀬口 - 大渡 - 名野川 - 引地橋 - 土佐大崎 - 越知 - 柳瀬 - 佐川 - 伊野駅前 - （五丁目） - （播磨屋橋） - 高知
  - 一番町二丁目・大街道・道後温泉は松山行きのみ停車。（道後温泉は通過便もあり）
  - 五丁目・播磨屋橋は高知行きのみ停車。
  - 名野川は一部便は通過。
  - 1988年ごろは、途中休憩を1回（下りは引地橋、上りは久万）だけとしたノンストップ便が1日2往復運行されていた。松山行きは久万駅・大街道のみ、高知行きは引地橋のみ停車していた。

### なんごくエクスプレス
（停留所 - 停留所）内の相互間の乗降は、できない。
- （JR四国バス松山支店 - 松山駅 - 松山市駅 - 大街道 - 天山橋 - 松山インター口 - 川内インター） - 三島・川之江インター - （高知中央インター - 高知駅 - はりまや橋）
  - 三島・川之江インターは、相互路線とも乗車降車できる。高知側の下り便ははりまや橋が終着、上り便は高知駅始発。

### 本線・支線系統
- 松山高知急行本線
  - （松山 - 大街道 - 砥部 - 久万高原） - 伊予落合 - 御三戸 - 落出 - 上仁淀 - 名野川 - 引地橋 - 土佐大崎 - 越知 - 佐川 - 伊野駅前 - 播磨屋橋 - 高知
  - 現在は括弧の区間のみ久万高原線として残っている。
久万高原 - 落出 - 播磨屋橋間は廃止。久万高原 - 落出間は久万高原町営バスに、落出 - 上仁淀 - （川内ヶ谷） - 佐川間については黒岩観光にそれぞれ移管（播磨屋橋 - 高知間は高速バス路線の運行区間として免許上存続）。落出 - 上仁淀間は2017年4月1日に黒岩観光が路線を休止したため空白区間となる（概要の節にある久万高原線も参照）。
  - 河原町 - 道後温泉及び南井門 - 供養堂（バイパス）
「なんごく号」のみ運行の支線。
  - 佐川 - 川内ヶ谷（こうちがだに）
普通便のみ運行の支線。黒岩観光に移管。
  - 富士見町 - 西佐川駅前
普通便のみ運行の支線。国鉄時代に廃止。黒岩観光に移管。
- 面河線
  - 御三戸 - 面河 - （石鎚土小屋）
伊予鉄南予バスが代替運行。
- 八釜線
  - 落出 - 古味
周遊指定地「四国カルスト」への経路に指定されていた。途中には「郷角」という停留所があり、これが「合格」につながることから「落出→郷角（のち「ごうかく」に改名）」の乗車券は縁起物だった。久万高原町有代替バスに移管。
- 長者線
  - 上仁淀 - 川渡 - 長者
仁淀川町営バスに移管
- 池川線
  - 土佐大崎 - 池川 - （土佐瓜生野）及び三叉-若山橋
土佐大崎～池川間は黒岩観光に、池川～土佐瓜生野間及び三叉～若山橋間は仁淀川町営バスに移管。
- 古畑線
  - 富士見町 - 古畑
普通便のみ運行の支線。黒岩観光に移管。

## 車両
特急便・急行便にはリクライニングシート装備の観光タイプの車両が使用されていた。また、三坂峠等、急勾配の多い国道33号線を走行することから、いすゞ自動車製でギア比を変更し、フォグランプを装着した車両を使用していた。1988年には特急便向けにマルチステレオ等を装備したハイデッカー車両（4列シート40人乗り・便所なし）が投入され、この車両は1989年7月に運行を開始した夜行バス「いよじ号」「とさじ号」にも共通運用で使用された。
なんごくエクスプレスでは4列シート便所付ハイデッカーが使用されている。
普通便には急行便に使用されていた経年車や、通常仕様の路線車が使用されていた。「なんごく号」廃止後は他社からの譲受車により運行されている。2014年現在は、大阪市営バスより導入したいすゞ・キュービック6台（純正ボディ4台、西工96MC B型2台）を使用。2015年には日野レインボーII3台が導入された。

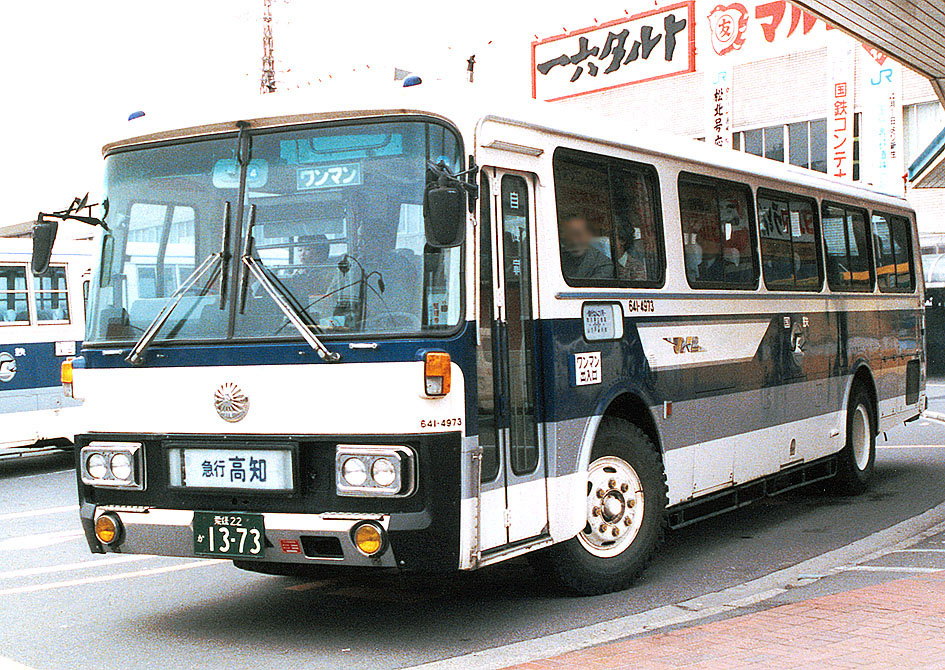
「なんごく号」
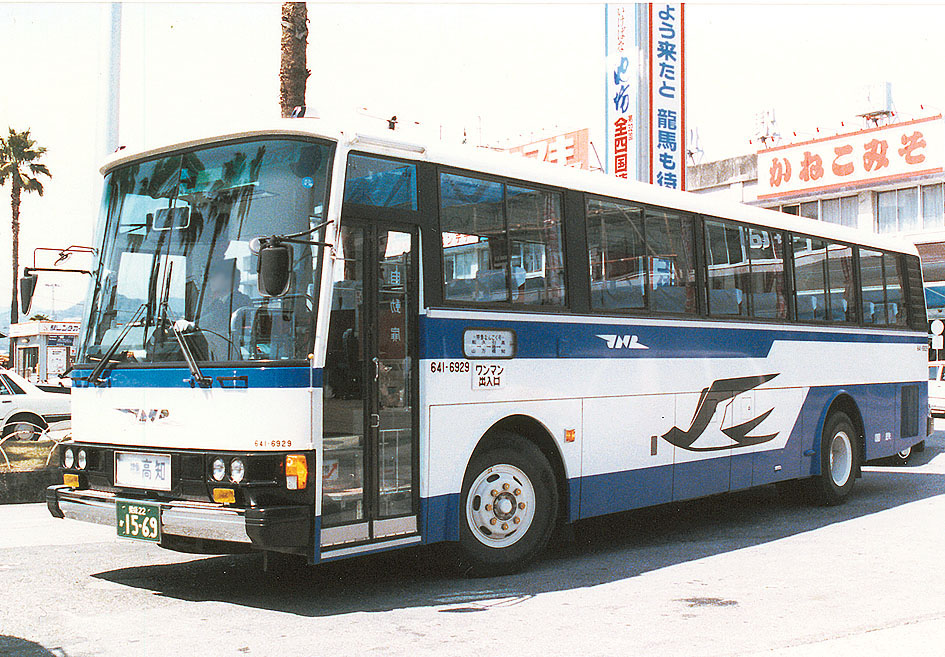
「なんごく号」特急便
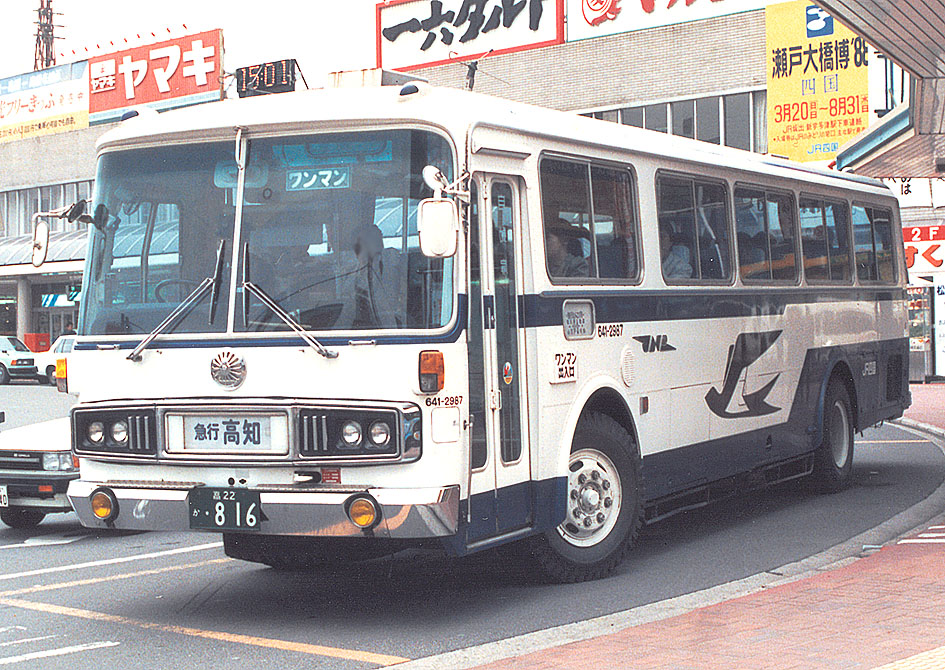
「なんごく号」
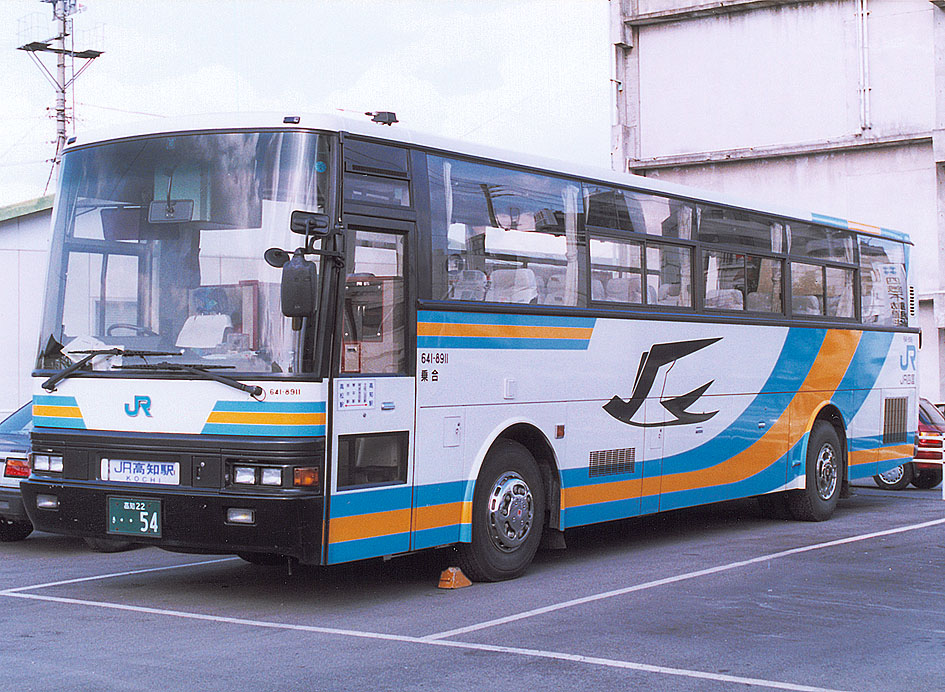
「とさじ号」と共通運用されたハイデッカー車両
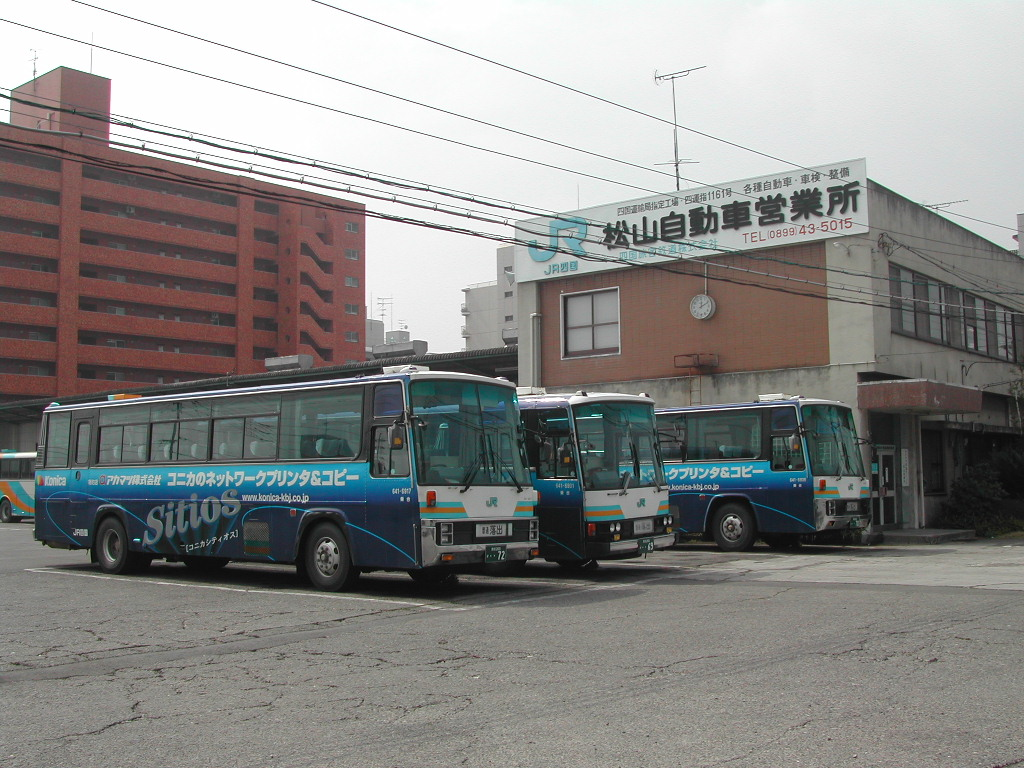
松山自動車営業所時代

## 乗車券
「なんごく号」（特急便・急行便）に松山駅及び高知駅から乗車する場合は、バス待合所、全国のみどりの窓口でバス指定券を購入できた。ただし、途中停留所から乗車した場合は車内でバス指定券を発売した。
また現存する久万高原線はJR四国のバースデイきっぷなど乗車可能な企画乗車券（トクトクきっぷ）が存在する。

## 注記
1. ↑  現在のルート（予讃線北宇和島～土佐くろしお鉄道中村線（旧国鉄中村線）若井）で鉄道路線としての予土線が全通したのは1974年である。
2. ↑  鈴木文彦『高速バス大百科』（1989年・中央書院）p88の記述による。
3. 1 2  「JR年表」『JR気動車客車編成表 '03年版』ジェー・アール・アール、2003年7月1日、192頁。ISBN 4-88283-124-4。
4. ↑  『全国乗合自動車総覧』（国立国会図書館デジタルコレクション）
5. ↑  「鉄道省告示第99号」『官報』1934年3月22日（国立国会図書館デジタルコレクション）
6. ↑  『汽車時間表』昭和9年12月号（時刻表復刻版戦前・戦中編）
7. ↑  「鉄道省告示第275号」『官報』1935年7月18日（国立国会図書館デジタルコレクション）
8. ↑  記念スタンプ「逓信省告示第1884号」『官報』1935年7月17日（国立国会図書館デジタルコレクション）
9. ↑  “高地急行線ダイヤを改正”. 交通新聞 (交通新聞社):  p. 1. (1998年3月19日)
10. ↑  落出から高知市方面へバスのみで移動の場合、大崎で狩山口行きに乗り換え、さらに狩山口で県交北部交通に乗り換えとなる
11. ↑  “「久万高原線」の運行経路変更に伴う運行時刻及び運賃の変更について”.   ジェイアール四国バス (2016年11月1日). 2017年1月14日閲覧。
12. ↑  “JR四国バス 久万高原線を一部廃止 乗客減、赤字で　来年3月末　／愛媛”.   毎日新聞社 (2016年12月23日). 2017年1月14日閲覧。
13. ↑  “「久万高原線」一部区間の廃止について”.   ジェイアール四国バス (2017年1月13日). 2017年1月14日閲覧。
14. ↑  “久万高原線バス車内でのPayPay決済利用開始”. ジェイアール四国バス. 2025年1月10日閲覧。
15. ↑  “なんごくエクスプレス号（高知－松山）、吉野川エクスプレス号（徳島－松山）の改正について”.   ジェイアール四国バス. 2025年1月10日閲覧。
16. ↑  “お知らせ NEWS 久万高原線にWEBサイトから購入いただける乗り放題きっぷ「1日フリーパス」を導入します！”.   ジェイアール四国バス. 2025年1月10日閲覧。
17. ↑  “久万高原線「松山～砥部1日フリーパス」WEBサイトでの発売開始！”.   ジェイアール四国バス. 2025年1月10日閲覧。
18. ↑  “Webサイトから購入いただける「なんごくエクスプレス号Web回数券」の発売開始！”.   ジェイアール四国バス. 2025年1月10日閲覧。
19. ↑  『鉄道ジャーナル』1990年7月号（No.285）p.95
20. ↑  なんごくエクスプレス号「青春18きっぷ」呈示で割引！ - ジェイアール四国バス、2022年2月28日（2022年3月31日閲覧）。